# Копи на роботі
«Копи на роботі» — український комедійний телесеріал 2018 року. Серіал є адаптацією французького комедійного серіалу «Центральний відділок» (Commissariat Central). Серіал став другим україномовним ситкомом ICTV після україномовного «Леся+Рома» (2005—2008).
Показ першого сезону в Україні розпочався на телеканалі ICTV 10 квітня 2018 року. Планувалося, що перший сезон складатиметься з 35 серій, але через низькі рейтинги канал показав лише 33 серії першого сезону.

## Сюжет
Шестеро молодих та веселих копів під керівництвом свого начальника Петра Петровича (актор Володимир Горянський) весело та з гумором розплутують детективно-комедійні справи. У кожній серії героям доводиться мати справу з різними персонажами: від інтелігенції, студентів та гіпстерів до головорізів, безхатченків та грабіжників.

## У ролях
Головні ролі
- Володимир Горянський — Петро Петрович Ковальчук
- Ганна Кузіна — Марія Бабенко
- Олександр Скічко — Максим
- Дмитро Усов — Дмитро
- Катерина Вишнева — Ніна
- Андрій Ісаєнко - Михайло
- Артем Єгоров — Кирило

Епізодичні ролі
- Ольга Сумська — вихователька, в якої вкрали гаманець
- Римма Зюбіна — мати одного з копів
- Остап Ступка — інструктор зі стрілецької справи
- Дмитро Ступка
- Лілія Ребрик — краля, яка загубила песика
- Тамара Яценко